# 富山県高岡文化ホール
富山県高岡文化ホール（とやまけんたかおかぶんかほーる）は、富山県高岡市中川園町13ｰ1番地に所在するホールおよび多目的文化施設である。指定管理者は公益財団法人富山県文化振興財団。

## 概要
富山大学工学部グラウンド跡地にて1986年（昭和61年）10月1日竣工、開館。敷地面積は18,361m2、建築面積は4,515m2、延床面積は7,999m2。
優良ホール100選に選ばれている

### 大ホール
座席703席＋車椅子席2席、間口16ｍ、奥16.5ｍ、高さ8ｍ (常用間口：8間）。

### 小ホール
最大椅子席250席、最大机・椅子席180席。舞台は迫り機構2基。

### その他の施設
出典→
- 練習室（計3室）
- スタジオ
- 展示ホール（第1および第2）
- ギャラリー
- 和室（計3室）
- 会議室（計4室）
- 珈琲菓楽 和庵 高岡（こーひーからく なごみあん たかおか、喫茶店）